# Godssoevereiniteit
De godssoevereiniteit geeft de legitimatiebron van het gezag aan dat afkomstig is van God en zodoende niet van het volk (in het laatste geval spreekt men van volkssoevereiniteit).

## Inleiding
De enige legitimatie van het koningschap volgens de godssoevereiniteit is de gratie Gods. Deze theologische rechtvaardiging van het erfelijk koningschap is de enige rechtvaardiging van de instandhouding van een monarchie. De theologie van godssoevereiniteit wordt voornamelijk aangehangen door orthodoxe, religieuze delen van de bevolking. In Nederland wordt deze theologie voornamelijk aangehangen door orthodoxe, protestantse kringen.

## Gratie Gods
Vanaf de Middeleeuwen was "koning bij de gratie Gods" de gangbare formule in onder andere oorkonden waarmee aangegeven werd dat iemand deze waardigheid uitsluitend aan Gods genade te danken had. Tegenwoordig is deze nog onderdeel van de koninklijke titulatuur bij uitvaardiging van wetten, koninklijke besluiten en dergelijke. De Frankische koning Pepijn de Korte was waarschijnlijke de eerste vorst die na zijn kroning deze woorden gebruikte.
Na de Middeleeuwen kreeg de formule een zware lading. De koningen beriepen zich op het Droit divin, het goddelijk recht waardoor zij regeerden. Het ging vooral om absolute vorsten, zoals George I van Engeland en Lodewijk XIV van Frankrijk.
Met een verwijzing naar Gods gratie wordt van oudsher ook een begrenzing van de koninklijke macht bedoeld. Het is een herinnering dat ook de koning iemand boven zich heeft te dulden. De koning rekende met het volk af, en God met de koning.

## Droit divin
Het droit divin (goddelijk recht) is een term die gebruikt wordt om aan te geven hoe de absolute christelijke vorsten van de 17e eeuw over zichzelf dachten. Zij geloofden dat God hen had aangesteld om over hun onderdanen te regeren. Hierdoor waren ze van mening dat ze aan geen enkel ander mens verantwoording hoefden af te leggen. Deze overtuiging is kenmerkend voor het absolutisme.
De theocratische theorie van het droit divin kent slechts één vrij persoon, de vorst die legibus solutus is (niet gebonden aan wetten); wat aan zijn onderdanen toegestaan is, danken zij aan zijn genade. De redenering werd gevolgd dat God soeverein is en aan niemand verantwoording schuldig, gevolgd door de stap dat de vorsten de plaatsvervangers van God op aarde zijn. Omdat zij alleenheersers zijn, waren ze alléén aan God verantwoording schuldig en zodoende in het bijzonder niet aan volksvertegenwoordigers.

## De mythe van God, Nederland en Oranje
De Nederlanden hadden vóór de Franse tijd geen andere ervaring met een absolute monarchie gehad die de legitimiteit van God volgde, dan met de Spaanse koning Filips II. Filips werd in 1581 afgezworen vanwege tirannie en sindsdien heerste in Nederland een machtsstrijd tussen de republikeinen als Van Oldenbarnevelt en De Witt en monarchisten als Willem van Oranje en diens successievelijke opvolgers. Nadat in 1813 afscheid werd genomen van de Franse tijd, maar ook van de Republiek der Verenigde Nederlanden zoals die bestond vóór 1795, moest de legitimatie worden gevonden in de historische rol van de stadhouders. De calvinistische Oranjetheologie voerde het koningschap bij de gratie Gods terug op de rol van Willem van Oranje in de bevrijding van de Nederlanden. Een bijzondere rol in deze beeldvorming werd hierin gespeeld door Isaäc da Costa (1798-1860). De liefde voor het geslacht Oranje kreeg Da Costa naar eigen zeggen mee in zijn opvoeding. In zijn vroegste gedichten bezong hij reeds de grote daden van de Oranjehelden. Na zijn bekering tot het christendom werden de Oranjes voor Da Costa in de eerste plaats Gods helden. De bescherming van de rechte leer in Nederland en Europa was hun roeping. De grondlegger van de ARP (en hiermee ook van het CDA), Guillaume Groen van Prinsterer (1801-1876) schreef in zijn boek Ongeloof en Revolutie (1847) dat in de formule "Soeverein bij de gratie Gods" de theorie van het droit divin is vervat. Groen van Prinsterer gaf met dit boek de sfeer aan die heeft geleid tot de gebeurtenissen van 1848, in het bijzonder die van de Grondwetsherziening en de invoering van de koninklijke onschendbaarheid. God spreekt over de overheden die van God zijn verordineerd. Overheden die zijn ingesteld, geheiligd en dienares van God dienen te zijn. Er is in het beeld van Groen van Prinsterer van menselijk goedvinden dan ook geen sprake.
Het besef uitverkoren te zijn als Nederlandse natie ontleende men in neo-calvinistische kringen aan de leuze "God, Nederland en Oranje", de mythe van een onverbrekelijke, historische gegroeide relatie tussen Oranje en de Reformatie. Toen Pieter Jelles Troelstra in november 1918 de revolutie predikte en het eind van de Nederlandse monarchie leek aangebroken, stuurde de classis Assen van de Gereformeerde Kerken een telegram naar koningin Wilhelmina, waarin zij "Haar diepe eerbied betuigden" en hun "zeer innige verknochtheid aan het Huis van Oranje. Zij weet zich daarbij één met de vele tienduizenden belijders der Gereformeerde Religie in ons vaderland, wier vurig gebed het is, dat het drievoudig verbond van God, Nederland en Oranje nimmer moge worden verbroken."